# Principal Company
Principal Company este o companie producătoare de mezeluri din România. Face parte dintr-un grup de firme deținut de frații Dobronăuțeanu. Compania are două fabrici de mezeluri, una în Salonta, județul Bihor - mezeluri crud-uscate cu și fără mucegai - și una la Filipeștii de Pădure, județul Județul Prahova, specializată în producerea mezelurilor fierte și afumate.
Compania deține mărcile Principal, Salonta și Matache Măcelaru’.
Compania a fost cumpărată de Grupul Euro, deținut de frații Dobronăuțeanu în aprilie 2005 și la acel moment se numea Principal Construct Prahova.
Compania era lider pe piața românească a mezelurilor crud-uscate, cu o cotă de 13%, în august 2007.
Fabrica Salonta a aparținut înainte de 1989 fostului Comtim.
S-a aflat în insolvență pentru o scurtă perioadă în timpul anului 2010.
Cifra de afaceri:
- 2010: 57 de milioane euro[7]
- 2008: 25 de milioane euro[8]
- 2007: 20 de milioane euro[9]
- 2006: 9,6 milioane euro[8]
- 2003: 10,5 milioane euro[3]